# Fatores associados a ser vítima de violência sexual
Uma das formas mais comuns de violência sexual todo o mundo é a perpetrada por parceiros íntimos, levando à conclusão de que um dos fatores de risco mais importantes para as pessoas em termos de vulnerabilidade à agressão sexual é ser casado ou coabitar com um parceiro. Outros fatores que influenciam o risco de violência sexual incluem:
- ser menina / mulher;[1]
- ser jovem;
- ser uma trabalhadora do sexo;
- ser pobre ou sem-teto;
- ser alcoólatra ou viciado em drogas;
- ter sido previamente estuprada ou abusada sexualmente;
- ter múltiplos parceiros sexuais ou se envolver em comportamento sexual de risco;
- ser encarcerado / institucionalizado;
- estar mentalmente doente ou com deficiência intelectual;
- tornar-se mais educado e economicamente capacitado, pelo menos no que se refere à violência sexual perpetrada por parceiro íntimo;

## Época
Mulheres jovens geralmente correm mais risco de estupro do que mulheres mais velhas. De acordo com dados dos sistemas de justiça e centros de crise de estupro no Chile, Malásia, México, Papua Nova Guiné, Peru e Estados Unidos, entre um terço e dois terços de todas as vítimas de agressão sexual têm 15 anos ou menos. Certas formas de violência sexual, por exemplo, estão intimamente associadas à juventude, em particular a violência que ocorre em escolas e faculdades e o tráfico de mulheres para exploração sexual.
| Porcentagem de adolescentes que relataram iniciação sexual forçada, pesquisas selecionadas de base populacional, 1993-1999 | Porcentagem de adolescentes que relataram iniciação sexual forçada, pesquisas selecionadas de base populacional, 1993-1999 | Porcentagem de adolescentes que relataram iniciação sexual forçada, pesquisas selecionadas de base populacional, 1993-1999 | Porcentagem de adolescentes que relataram iniciação sexual forçada, pesquisas selecionadas de base populacional, 1993-1999 | Porcentagem de adolescentes que relataram iniciação sexual forçada, pesquisas selecionadas de base populacional, 1993-1999 | Porcentagem de adolescentes que relataram iniciação sexual forçada, pesquisas selecionadas de base populacional, 1993-1999 | Porcentagem de adolescentes que relataram iniciação sexual forçada, pesquisas selecionadas de base populacional, 1993-1999 |
| País ou área | População de estudo | Ano | Tamanho da amostra | Grupo etário da amostra (anos)                                                                                             | Porcentagem que relatou a primeira relação sexual como forçada (%) feminino                                                | Porcentagem que relatou a primeira relação sexual como forçada (%) do sexo masculino                                       |
| --- | --- | --- | --- | --- | --- | --- |
| Camarões | Bamenda | 1995 | 646 | 12-25 | 37,3 | 29,9 |
| Caribe | Nove países | 1997–1998 | 15695 | 10-18 | 47,6 | 31,9 |
| Gana | Três cidades urbanas | 1996 | 750 | 12-24 | 21,0 | 5.0 |
| Moçambique | Maputo | 1999 | 1659 | 13-18 | 18,8 | 6,7 |
| Nova Zelândia | Dunedin | 1993-1994 | 935 | Coorte de nascimento | 7,0 | 0,2 |
| Peru | Lima | 1995 | 611 | 16-17 | 40,0 | 11,0 |
| África do Sul | Transkei | 1994–1995 | 1975 | 15-18 | 28,4 | 6,4 |
| República Unida da Tanzânia                                                                                                | Mwanza | 1996 | 892 | 12-19 | 29,1 | 6,9 |
| Estados Unidos | Nacional | 1995 | 2042 | 15-24 | 9,1 | |

## Consumo de álcool e drogas
O aumento da vulnerabilidade à violência sexual também decorre do uso de álcool e outras drogas. O consumo de álcool ou drogas torna mais difícil para as pessoas se protegerem interpretando e agindo de forma eficaz sobre os sinais de alerta. O consumo de álcool também pode colocar a pessoa em ambientes onde suas chances de encontrar um infrator em potencial são maiores.

## Tendo sido previamente estuprado ou abusado sexualmente
Existem algumas evidências que relacionam experiências de abuso sexual na infância ou adolescência com padrões de vitimização durante a idade adulta. Um estudo nacional de violência contra mulheres nos Estados Unidos descobriu que mulheres que foram estupradas antes dos 18 anos tinham duas vezes mais probabilidade de serem estupradas do que adultas, em comparação com aquelas que não foram estupradas quando crianças ou adolescentes (18,3% e 8,7%, respectivamente).
Os efeitos do abuso sexual precoce também podem se estender a outras formas de vitimização e problemas na idade adulta. Por exemplo, um estudo de caso-controle na Austrália sobre o impacto de longo prazo do abuso relatou associações significativas entre abuso sexual infantil e experiência de estupro, problemas de saúde sexual e mental, violência doméstica e outros problemas em relacionamentos íntimos, mesmo depois de levar em conta várias características do contexto familiar. Aqueles que sofreram abusos envolvendo relações sexuais tiveram resultados mais negativos do que aqueles que sofreram outros tipos de coerção.

## Nível educacional
As mulheres correm maior risco de violência sexual, pois são de violência física por parte do parceiro íntimo, quando se tornam mais educadas e, portanto, mais capacitadas. Em uma pesquisa nacional na África do Sul, constatou-se que mulheres sem educação tinham muito menos probabilidade de sofrer violência sexual do que aquelas com níveis mais altos de educação. No Zimbábue, as mulheres que trabalhavam eram muito mais propensas a relatar sexo forçado pelo cônjuge do que as que não estavam. A explicação provável é que um maior empoderamento traz consigo mais resistência das mulheres às normas patriarcais, modo que os homens podem recorrer à violência na tentativa de retomar o controle.

## Pobreza
Mulheres e meninas pobres podem correr mais risco de estupro no curso de suas tarefas diárias do que aquelas que estão em melhor situação, por exemplo, quando voltam para casa sozinhas do trabalho tarde da noite, ou trabalham nos campos ou coletam lenha sozinhas. Filhos de mulheres pobres podem ter menos supervisão dos pais quando não estão na escola, uma vez que suas mães podem estar trabalhando e não ter condições de pagar para que seus filhos sejam cuidados. As próprias crianças podem, de fato, estar trabalhando e, portanto, vulneráveis à exploração sexual. A pobreza força muitas mulheres e meninas a ocupações que apresentam um risco relativamente alto de violência sexual, particularmente o trabalho sexual. Também cria enormes pressões para que eles encontrem ou mantenham empregos, busquem atividades comerciais e, se estudarem, obtenham boas notas, o que os torna vulneráveis à coerção sexual daqueles que podem prometer essas coisas. As mulheres mais pobres também correm mais risco de violência praticada pelo parceiro íntimo, da qual a violência sexual costuma ser uma manifestação.